# Kaluki Paul Mutuku
 (janvier 2025).
Kaluki Paul Mutuku (né le 4 mars 1993) est un militant climatique et écologiste kenyan, qui travaille pour améliorer la participation des jeunes à la prise de décision autour de la justice climatique. Il est le cofondateur du Kenya Environmental Activists Network (KEAN) ; KEAN est une ONG qui fournit une plateforme qui réunira des militants écologistes,.Son centre d'attention pour l'Afrique se situe autour du rajeunissement de l'environnement, du reboisement, de l'agriculture biologique et du leadership des jeunes à tous les niveaux,,.

## Biographie

### Jeunesse
Kaluki Paul Mutuku a grandi dans une communauté rurale du Kenya dans une famille de trois frères et une mère célibataire. Pendant son enfance, il aimait aller dans la forêt chercher du bois de chauffage, faire paître du bétail et des chèvres. Il a passé son enfance à Machakos, zone Ukambani à l'est du Kenya,et il a développé son amour pour la nature dans cette région,,. Il a vu l'eau se raréfier au fur et à mesure qu'il grandissait, et les défis auxquels sa famille était confrontée en raison des conditions climatiques changeantes l'ont conduit à l'activisme. Il est diplômé en conservation de l'environnement et en gestion des ressources naturelles de l'université de Nairobi. Il a une grande admiration pour l'activiste climatique Wangari Maathai.

### Activisme et travail
Mutuku à appelé à des pratiques environnementales sûres et à une bonne inclusion des jeunes en Afrique,. Alors que la forêt occupait 10 % du Kenya en 1963 et seulement 6 % en 2009, Mutuku est très préoccupé par la diminution des ressources forestières au Kenya,. Il est d'avis que les gens devraient faire pression pour un monde sûr et écologiquement propre en s'abstenant et en faisant campagne contre toutes les pratiques dégradant et polluant l'environnement. Il était membre d'un club de sensibilisation à l'environnement pendant ses années universitaires et, depuis 2015, il fait également partie de l'Initiative de la jeunesse africaine sur le changement climatique.
Mutuku à précédemment travaillé comme responsable de l'éducation environnementale à A Rocha Kenya, formant des étudiants, des agriculteurs et des communautés à l'agriculture biologique, à la conservation de la biodiversité. Il a travaillé comme responsable des communications à l'équipe 350.org - Kenya pour la campagne deCOALonize et à AYICC-Kenya dans le cadre du projet Éducation pour le développement durable (ESD),. La campagne deCOALonize a encouragé l'utilisation d'alternatives renouvelables plutôt que les combustibles fossiles. Il est également coordonnateur de la défense de l'environnement/responsable des partenariats et du réseautage pour la Coalition des jeunes pour la défense de l'environnement et les énergies renouvelables.
Mutuku est actuellement directeur régional pour l'Afrique de Youth4Nature, une initiative mondiale appelant à des solutions basées sur la nature et dirigées par les jeunes,Il est également ambassadeur de la Global EverGreening Alliance. En septembre 2018, il faisait partie d'un groupe de militants qui ont signé une lettre adressée au secrétaire Ryan Keith Zinke s'opposant à la location de terres publiques aux forages pétroliers et gaziers en Californie.
Son organisation, Green Treasures Farms, utilise l'agriculture biologique, la conservation de la biodiversité, l'arboriculture, l'éducation environnementale et la collecte de l'eau pour améliorer l'environnement durable et les revenus des femmes et des jeunes ruraux du Kenya,. En 2016, l'initiative Green Treasures Farms a failli mourir en raison de l'indisponibilité des terres. En janvier 2017, la nouvelle approche de l'initiative consistant à travailler avec différentes familles avec des garçons a donné un tournant au projet.
Pendant la pandémie de Covid-19 il a commencé à utiliser des outils numériques pour participer à des webinaires éducatifs liés à l'action pour le climat, et la sécurité alimentaire.